# Süddeutsche Zeitung (1859–1864)
Die Süddeutsche Zeitung war eine von Karl Brater in München gegründete Tageszeitung. Sie ging aus der am 2. April 1859 erstmals erschienenen Wochenzeitung Bayerische Wochenschrift hervor. Mit der Umstellung auf eine tägliche Erscheinungsweise zum 1. Oktober desselben Jahres erfolgte die Umbenennung in Süddeutsche Zeitung. Ab Dezember 1860 erschien sie zweimal täglich als Morgen- und Abendausgabe. Ihre politische Ausrichtung war liberal. Sie unterstützte die kleindeutsche Lösung, also eine deutsche Einigung unter preußischer Führung unter Ausschluss Österreichs, was ihr Anfeindungen durch altbayerische Kreise einbrachte. Deswegen wurde der Redaktionssitz 1862 nach Frankfurt am Main verlegt. 1864 stellte sie ihr Erscheinen aus finanziellen Gründen ein.
Eine Verbindung zu der 1945 gegründeten gleichnamigen Tageszeitung besteht nicht.